# BIPAP-Beatmung
BIPAP (englisch Biphasic Positive Airway Pressure) ist eine Beatmungsform mit zwei unterschiedlichen Druck-Niveaus, die sowohl eine kontrollierte als auch eine unterstützte oder optimierte, in jeder Beatmungsphase ungehinderte, Spontanatmung von Patienten in der Intensivmedizin und der Pneumologie ermöglicht und aus der CPAP-Beatmung entwickelt wurde. Die BIPAP-Beatmung entspricht einer druckkontrollierten Beatmung mit einem Inspirations-Exspirations-Verhältnis von 1:2, kombiniert mit CPAP bei einem zwischen zwei Höhen wechselnden PEEP. Anders als bei der reinen CPAP-Beatmung ist während des Ausatmens der Druck niedriger, was das Ausatmen erleichtert.

## Übersicht
Von BIPAP, der in der Intensivmedizin verwendeten Beatmungsform, muss BiPAP (englisch Bilevel Positive Airway Pressure) abgegrenzt werden. BiPAP wurde für die nichtinvasive Heimbeatmung von Patienten mit Schlafapnoe entwickelt.

Druckverlaufskurve der BIPAP-Beatmung mit folgenden Einstellungen: PEEP 8, Pinsp 20, Tinsp 1, Rampe 0,2, I:E 1:2

BIPAP ist eine druckkontrollierte Beatmung, die es dem Patienten in jeder Phase der Beatmung erlaubt, selbst zu atmen. Das Beatmungsgerät generiert abwechselnd einen hohen Druck zum Einatmen und einen niedrigeren Druck zum Ausatmen. Das untere Druckniveau wird PEEP (positive endexpiratory pressure) genannt. Gesteuert wird dieser Wechsel durch die Festlegung der Atemfrequenz und zweier Zeitspannen für das obere (T high) und das untere (T low) Druckniveau. Der Patient bemerkt den höheren und niedrigeren Gegendruck bei beiden Niveaus.
Idealerweise sollte man mit BIPAP eine der variierenden Eigenatmung des Patienten angepasste Ventilation ohne Umstellung des Beatmungsmodus während der gesamten Beatmungsdauer erreichen können. BIPAP umfasst also das gesamte Spektrum von der kontrollierten Beatmung bis zur Spontanatmung. Die Atemarbeit des Patienten wird dabei zu keinem Zeitpunkt verhindert.
In der Entwöhnungsphase (Weaning) hat sich die Kombination von BIPAP und assistierter Spontanatmung (ASB) bewährt.

## Einstellparameter
- Atemfrequenz
- oberer Druck pinsp
- unterer Druck PEEP
- Dauer der Inspirationszeit (Evita 2 dura, Evita 4, Evita XL, Elisa, Sonata) bzw. Dauer der beiden Druckphasen (T1 = P insp, bzw. T2 = PEEP), wobei sich aus den addierten Zeiten dieser Druckphasen die Atemfrequenz ergibt (Evita, Elisa, Sonata).
- FiO2: Sauerstoff-Fraktion im Atemgasgemisch.
- Druckanstiegszeit oder Rampe (Evita 2 dura, Evita 4, Evita XL, Elisa, Sonata): die Zeit vom Beginn der Einatmung (Inspiration) bis zum Erreichen des pinsp

## Kontrollparameter
- eigene Atemfrequenz des Patienten
- Atemminutenvolumen und spontanes Atemminutenvolumen
- Atemzugvolumen inspiratorisch (bei der Ein-) und exspiratorisch (bei der Ausatmung), auch Tidalvolumen genannt
- Sauerstoffsättigung
- Blutgase
- Stressparameter wie Blutdruck, Puls, Schwitzen und Unruhe

## Geschichte
Seit Entwicklung des Verfahrens durch M. Baum und H. Benzer im Jahre 1989 hat sich BIPAP zu einem der Standardverfahren in der Intensivtherapie entwickelt. Bei den klassischen Beatmungsmodi erfolgt eine Synchronisation von maschinellen Hüben mit Spontanatemzügen. Patienten tolerierten mandatorische Beatmungshübe nur unter beruhigender Medikation, Spontanatemzüge wurden zuweilen durch mandatorische Hübe unterbrochen. 

## Markenschutz
Synonym zu BIPAP werden Begriffe wie BiPhase, BiLevel, BiVent u. a. verwendet.
Der Begriff BiPAP ist durch die Firma Respironics, Inc. als US-Marke geschützt. Andere Unternehmen, die Beatmungsgeräte produzieren (u. a. Dräger) müssen daher entweder Lizenzvereinbarungen mit Respironics abschließen oder andere Bezeichnungen für diese Beatmungsform wählen.